# Mutusjärvi
Der Mutusjärvi (auch Muddusjärvi, Muttusjärvi, inarisamisch: Mudusjävri, Muddusjävri) ist ein See in der Gemeinde Inari in der finnischen Landschaft Lappland.
Der See liegt etwa zehn km nordwestlich vom Ort Inari.
Der Kaamasjoki mündet in das Nordende des Mutusjärvi.
Der Kettujoki entwässert den Mutusjärvi an dessen südlichem Ende und fließt zum Juutuanjoki, einem Zufluss des Inarijärvi.
Der See hat eine Fläche von 50,45 km² und liegt auf einer Höhe von 146,2 m.
Die maximale Tiefe liegt bei 74 m.
Er hat ein Einzugsgebiet von 2215 km².
Es gibt folgende Fischarten im Mutusjärvi: Lavaret, Forelle, Wandersaibling, Europäische Äsche, Flussbarsch, Hecht, Quappe, Elritze, Dreistachliger Stichling und Neunstachliger Stichling. 
21. Oktober 1944 stürzte eine Junkers Ju 52 7U+OK in den Mutusjärvi.
1959 wurden ihre Wrackteile gefunden.